# 長野県信用組合

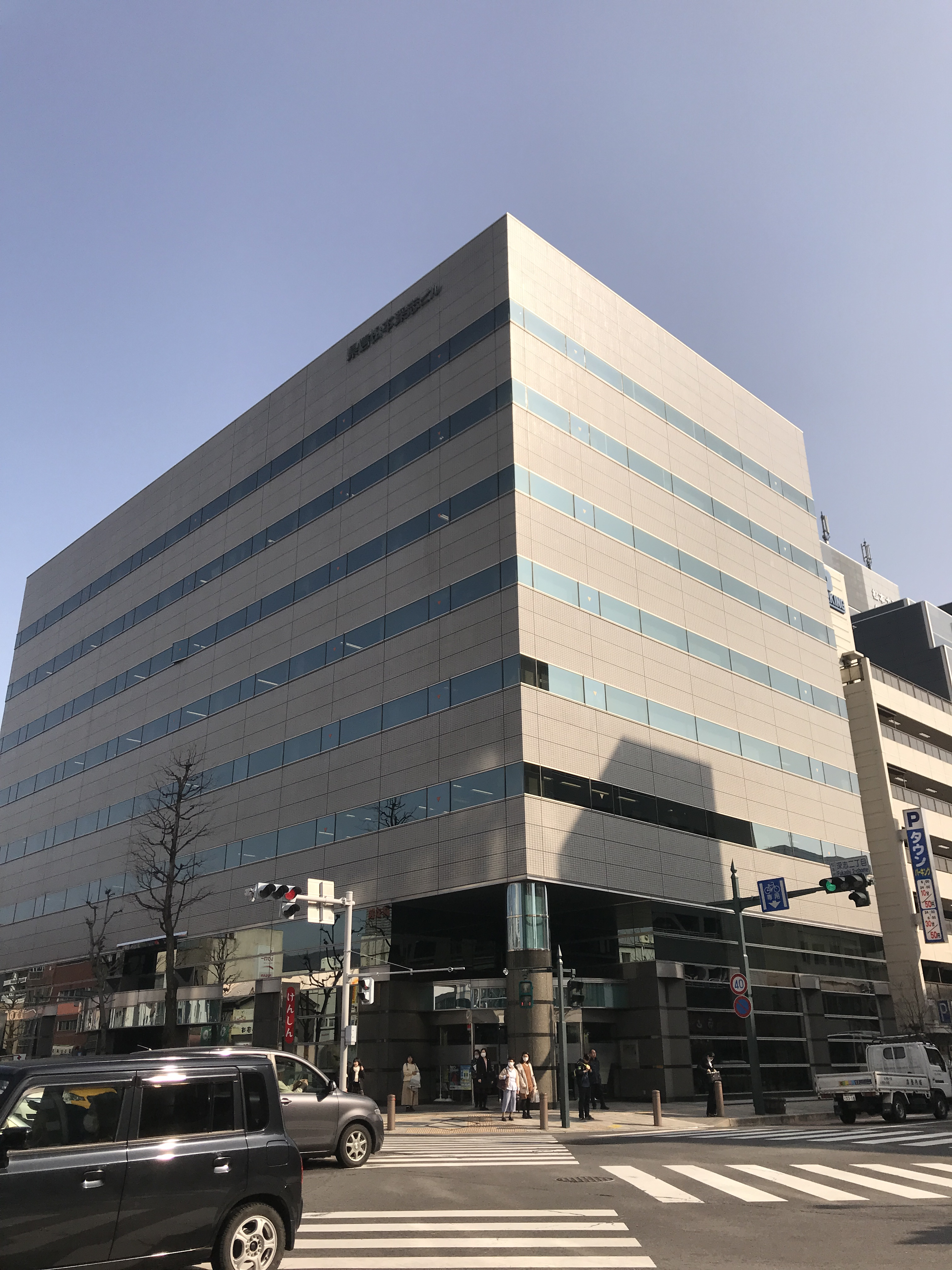
県信松本深志ビル（2018年3月）

長野県信用組合（ながのけんしんようくみあい）は、長野県長野市に本店を置く信用組合。略称はけんしん。
長野県内各地に店舗を展開するほか、シンガポール駐在員事務所を持つ。

## 概要
預金残高は9601億円であり（令和4年3月期）、信組業界では茨城県信用組合に次ぐ。
土・日・祝日のATM引き出し手数料が無料となっている。（自行キャッシュカードで自行ATMを利用した場合）

## コンビニATM提携
八十二銀行管理のローソンATM（長野県内全域と新潟県の新井高柳店（妙高市）・上越五貫野店（上越市）<前記の2店舗以外の新潟県内のローソンに設置されているATMは全て第四北越銀行管理>）では自行扱いとなる（ただし八十二銀行の本支店内と店外ATM及び八十二銀行以外が管理行とするローソンATMでは他行扱い<MICS>となる）ほか、セブン銀行のATMでも平日・土曜の日中の入出金については手数料無料で利用できる。

## 自治体・団体との協定
- 長野県（地方創生）[3]
- 諏訪市（地方創生）[4]
- 長野労働局（働き方改革）[5]
- 独立行政法人高齢・障害・求職者雇用支援機構長野支部（雇用拡大・人材育成）[6]
- 信州TLO（産学官金連携）[7]

## 日本国外事務所
2015年10月27日にシンガポールのホン・リヨン・ビルディング内にシンガポール駐在員事務所を開設した。日本の信用組合として日本国外の拠点の開設は初めての事例となる。